# Pulau Kisar
Pulau Kisar är en ö i Indonesien.   Den ligger i provinsen Moluckerna, i den östra delen av landet, 2 300 km öster om huvudstaden Jakarta. Arean är 81 kvadratkilometer.
Terrängen på Pulau Kisar är platt. Öns högsta punkt är 227 meter över havet. Den sträcker sig 10,6 kilometer i nord-sydlig riktning, och 10,7 kilometer i öst-västlig riktning.